# 斯廷法洛斯湖

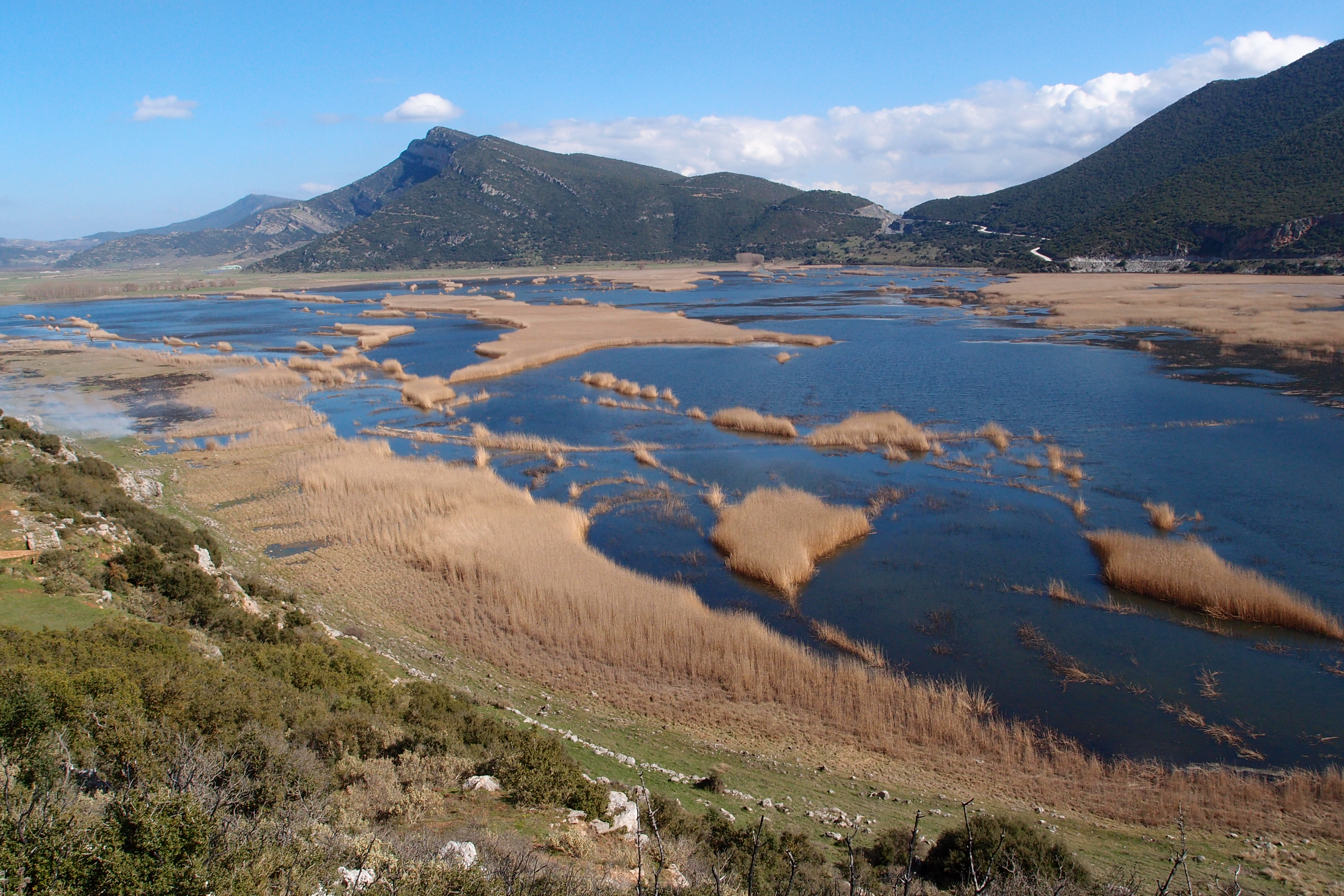
斯廷法洛斯湖

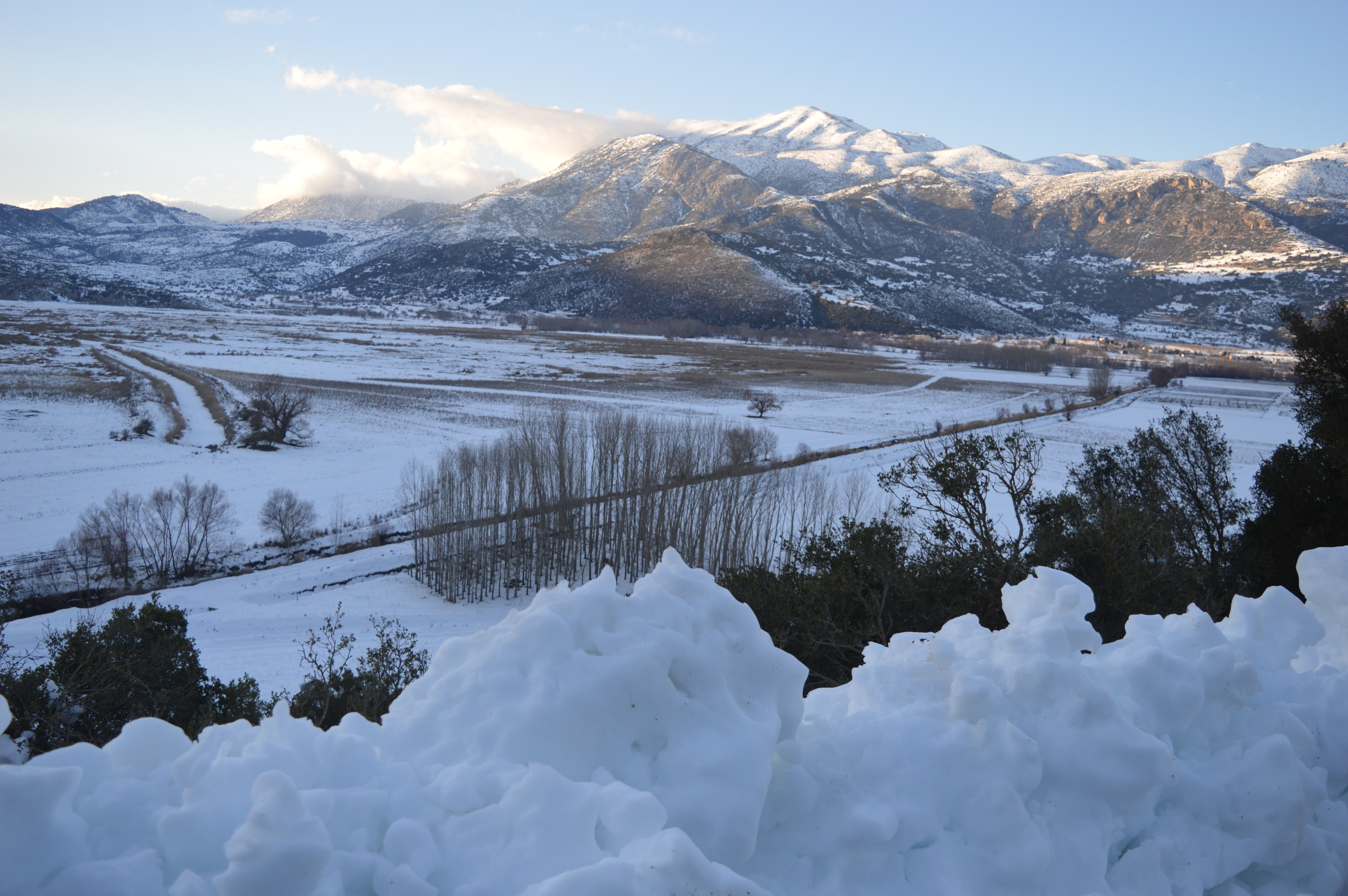
冬季被積雪覆蓋

斯廷法洛斯湖（希腊语：Λίμνη Στυμφαλία）是希臘南部半岛伯罗奔尼撒的一座湖，在希臘神話中，斯廷法洛斯湖是斯廷法洛斯湖怪鳥的居住地。

## 外部連結
- http://www.itis.gov/servlet/SingleRpt/SingleRpt?search_topic=TSN&search_value=593668 （页面存档备份，存于）
- http://www.birdlife.org/datazone/sites/?action=SitHTMDetails.asp&sid=1059&m=0 （页面存档备份，存于）
- http://www.showcaves.com/english/gr/karst/Stymphalia.html （页面存档备份，存于）
- https://web.archive.org/web/20070704131456/http://www.cnrs.ubc.ca/index.php?id=3526
- http://www.youtube.com/watch?v=khGH-IVDdew （页面存档备份，存于）